# Rhabdomastix (Rhabdomastix) crassa
Rhabdomastix (Rhabdomastix) crassa is een tweevleugelige uit de familie steltmuggen (Limoniidae). De soort komt voor in het Palearctisch gebied.